# Alois Mikulka
Alois Mikulka (13. srpna 1933 Brno-Královo Pole – 27. června 2024) byl český malíř, sochař, grafik, ilustrátor, scénograf, autor divadelních her pro děti, pohádek, básní a próz pro děti i dospělé.

## Život
Za druhé světové války, když byl jeho otec vězněný nacisty v Německu, musel doma pomáhat matce, protože měl ještě tři mladší sestry. Jako syn kriminálníka musel jít nejen na dva roky k převýchově do německé školy, ale také do Kuratoria pro výchovu mládeže.
V letech 1948–52 studoval na Vyšší škole uměleckého průmyslu v Brně. Dále studoval monumentální malbu v ateliéru Jána Želibského na Vysoké škole výtvarných umění v Bratislavě. Měl výstavy nejen v tuzemsku, ale i v zahraničí (Brno, Praha, Bratislava, Budapešť, Stockholm, Bologna, Bělehrad, Frankfurt n. M., Londýn, Tallinn, Mexico City, Rennes aj.) Celý svůj život žil a pracoval v Brně.
Byl členem Spolku českých umělců grafiků Hollar.

## Dílo
- divadelní hry pro děti, pohádky, básně a prózy pro děti i dospělé
- Ilustroval nejen svoje knihy, ale i knihy řady jiných autorů (např. František Bartoš, Jaroslava Blažková, Korněj Čukovskij, František Gellner, Ota Hofman, Edward Lear, Karel Ptáčník, Ondrej Sliacky, Anežka Šulová aj.)
- kamenné a dřevěné plastiky pro mateřské školky
- přispíval do časopisů a novin Mladosť, Zornička (oba Bratislava), Mateřídouška, Svobodné slovo (příloha Kvítko), Sedmička pionýrů, Rovnost, Sluníčko, Moravské noviny, Zlatý máj, Věda a život, Roverský kmen (Liberec)[2]
- byl autorem scénografie řady představení v Brně, Šumperku, Českých Budějovicích, Gottwaldově (Zlíně) a v Praze[2]
- dále spolupracoval s Československým rozhlasem a Československou televizí

## Ocenění (výběr)
- 1981 – Čestné uznání NK ČSSR[4]
- 1996 – Zlatá stuha za knihu: O jelenovi s kulometem a jiné trampské skazky
- 1998 – Zlatá stuha za knihu: Svět v obrazech.
- 1997 – Cena města Brna za přínos literatuře pro děti
- 2004 – Zlatá stuha[4]
- 2006 – Zlatá stuha[4]
- 2014 – cena za Významný přínos v oblasti literatury pro děti a mládež (nakladatelství Albatros).[5]
- 2014 – Cena Jihomoravského kraje za přínos v oblasti kultury

## Galerie

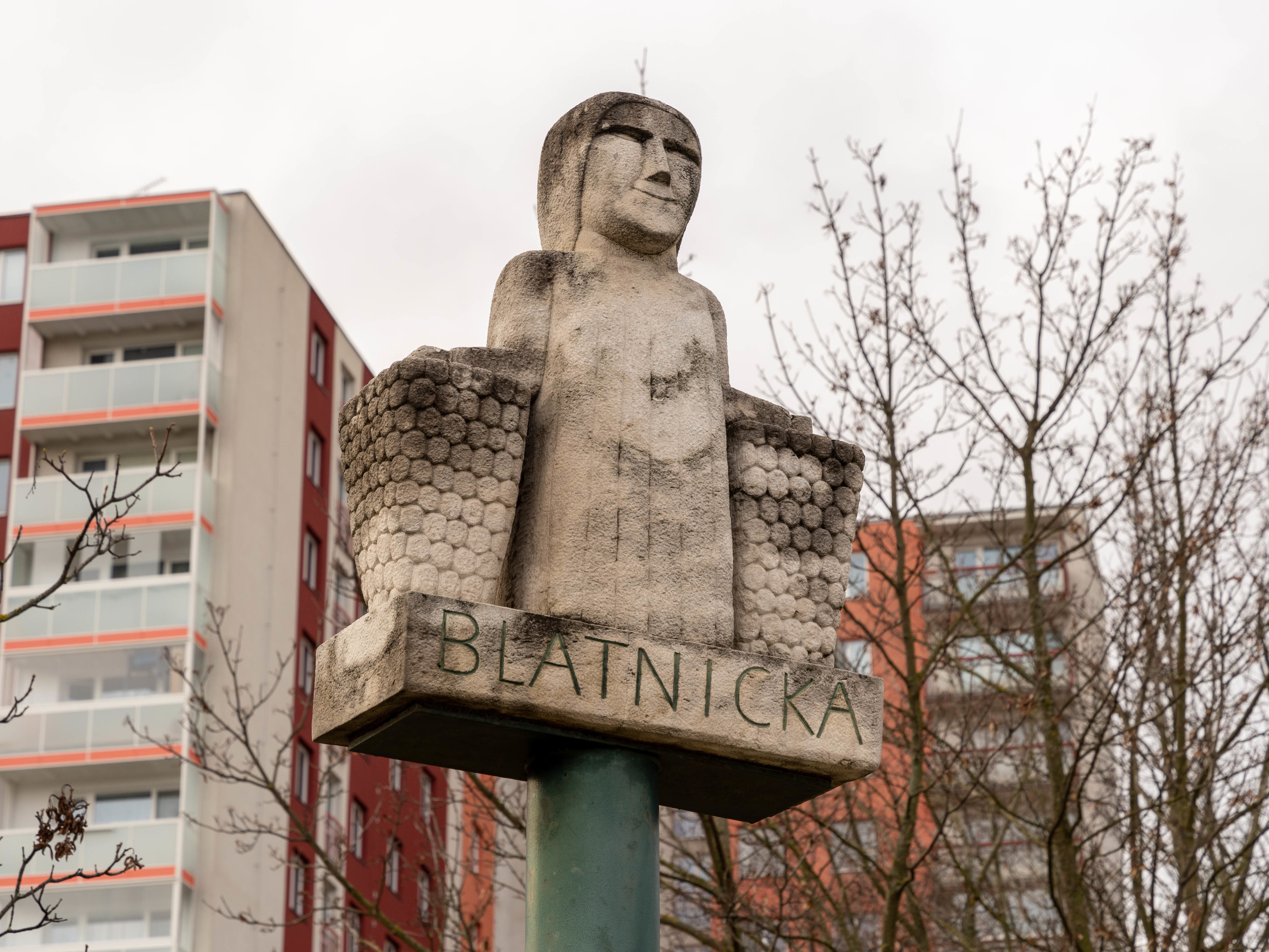
Socha od Aloise Mikulky reprezentující ulici Blatnická v Brně na Vinohradech
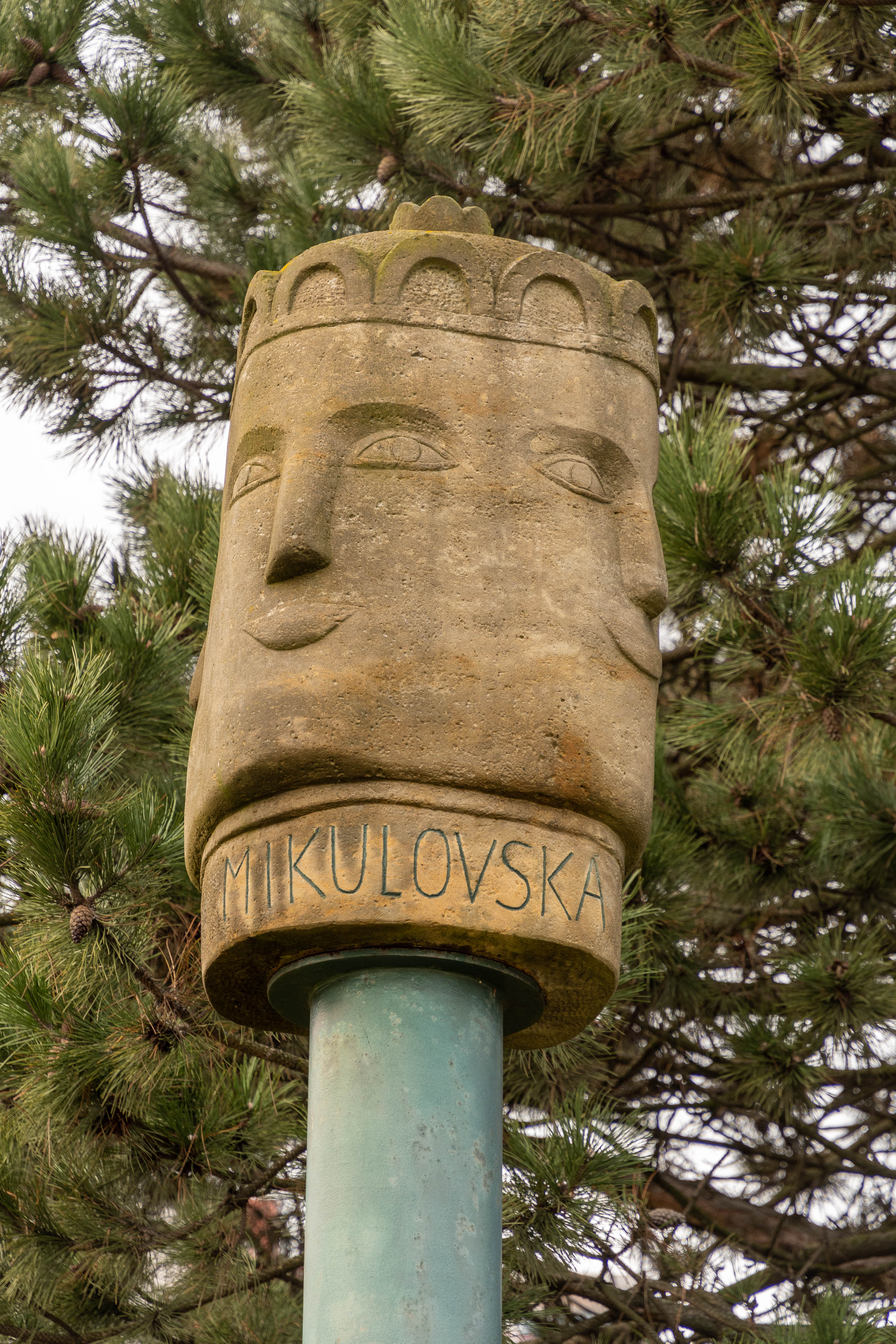
Socha od Aloise Mikulky reprezentující ulici Mikulovská v Brně na Vinohradech
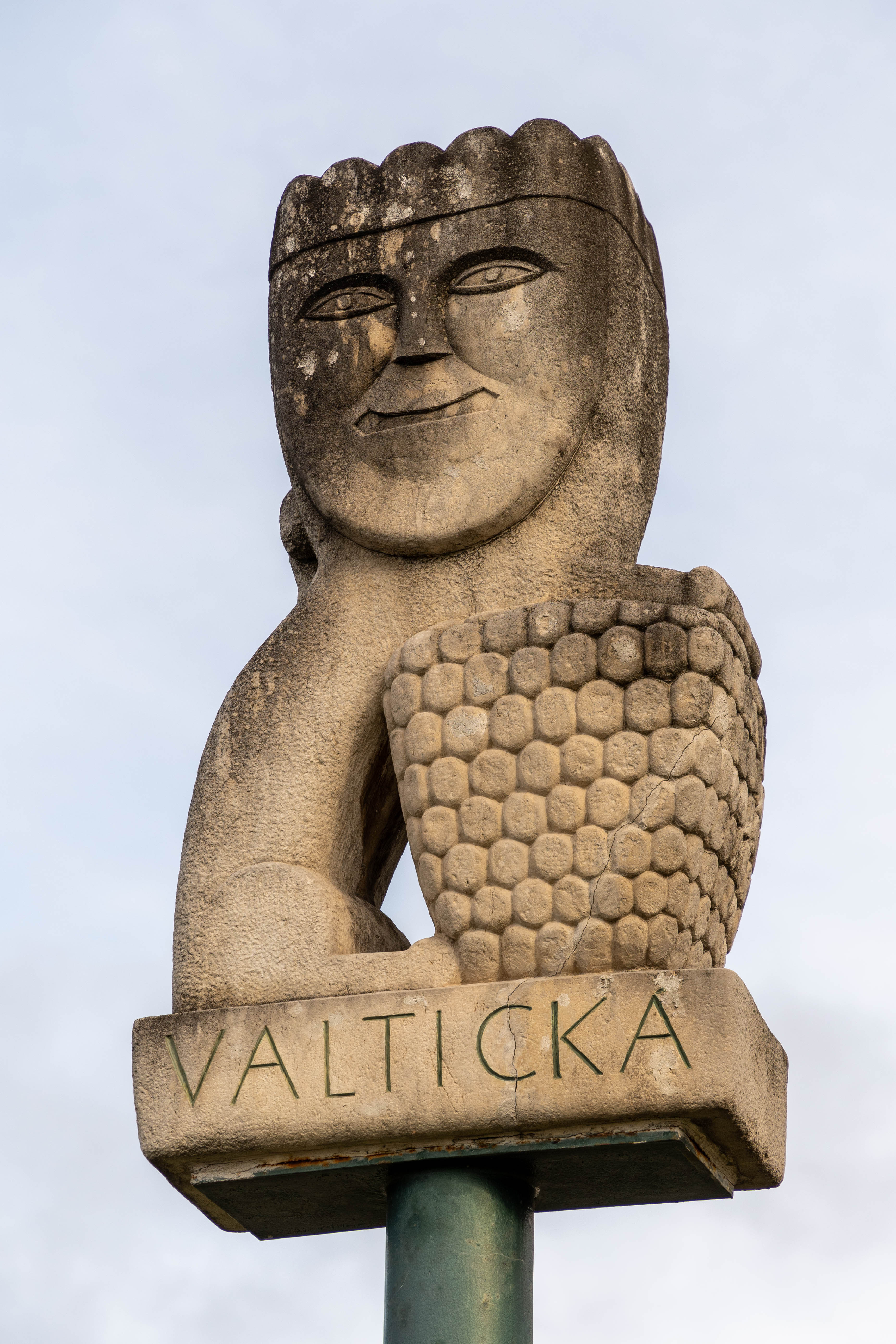
Socha od Aloise Mikulky reprezentující ulici Valtická v Brně na Vinohradech
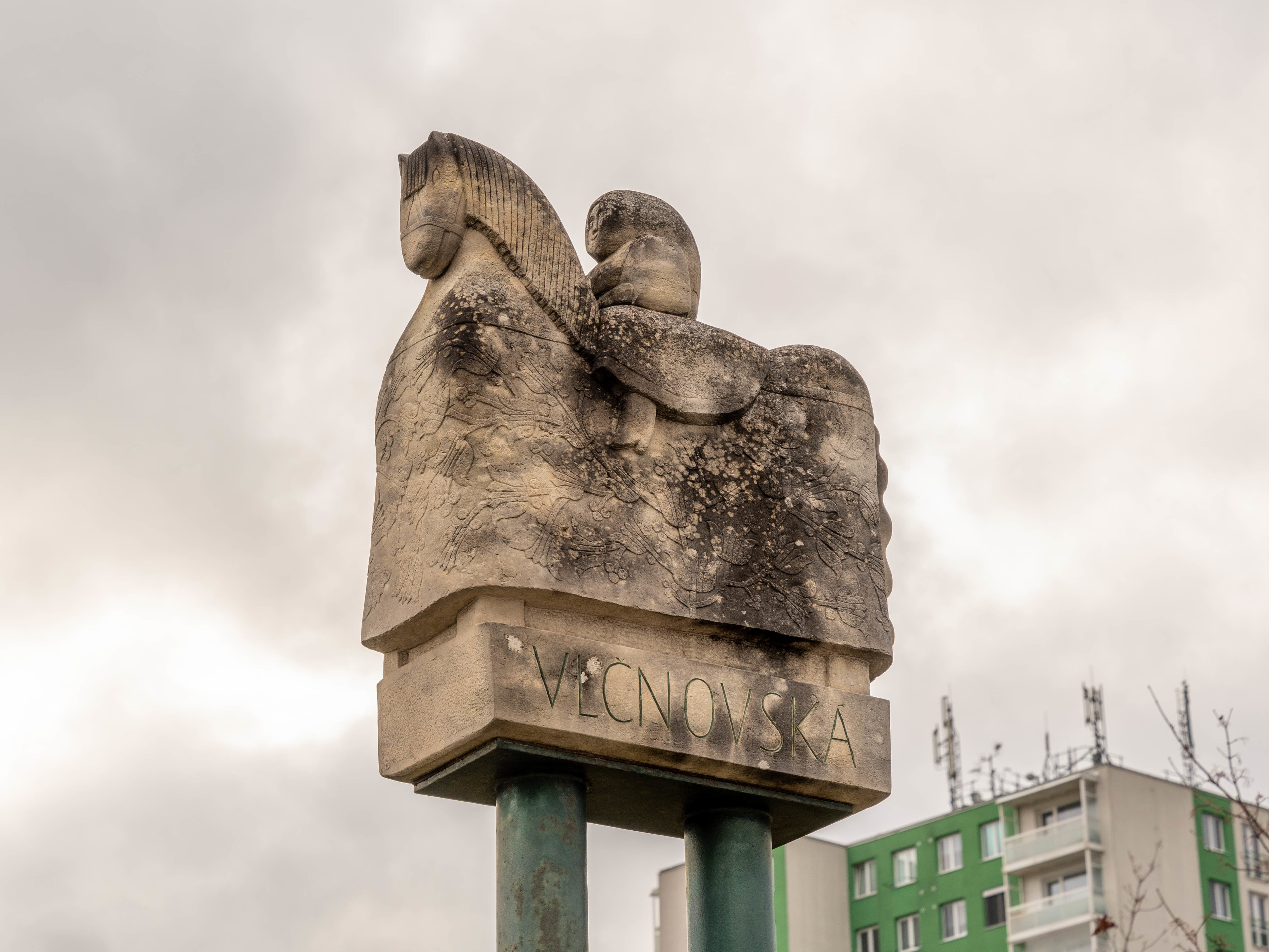
Socha od Aloise Mikulky reprezentující ulici Vlčnovská v Brně na Vinohradech